# One Bennett Park
One Bennett Park es un rascacielos en 451 East Grand Avenue, en el barrio de Streeterville de Chicago, em el estado de Illinois (Estados Unidos). El proyecto se anunció por primera vez como el edificio en 451 E. Grand Ave. en julio de 2014, aprobado en diciembre de 2014, y se denominó One Bennett Park en octubre de 2015. El edificio lleva el nombre de Edward H. Bennett, el arquitecto y urbanista de Chicago que fue coautor del Plan de Chicago de 1909. El edificio se completó a fines de 2018 y luego se inauguró en la primavera de 2019. Es uno de los rascacielos más altos de Chicago.

## Historia y ubicación
El edificio fue aprobado en diciembre de 2014, el mismo mes en que la Organización de Residentes Activos de Streeterville aprobó el edificio.
La torre estará ubicada en la comunidad de River East del vecindario de Streeterville, a media cuadra de North Lake Shore Drive. La preparación del sitio comenzó para One Bennett Park a principios de 2016.

## Diseño
El edificio fue diseñado por Robert A. M. Stern Architects quienes han diseñado edificios similares, como 15 Central Park West, 30 Park Place y 220 Central Park South. Alcanzará 843 pies en su altura arquitectónica y un total de 69 pisos, lo que lo convierte en el duodécimo edificio más alto de Chicago. La torre también será supervisada por GREC Architects como Arquitecto de Registro. Los consultores incluyen a Thornton Tomasetti como ingeniero estructural y WMA Consulting Engineers LLC como el ingeniero MEP / FP y el consultor de sostenibilidad.
El edificio se ha comparado favorablemente con los edificios de la ciudad de Nueva York. Será su segundo proyecto en Chicago; anteriormente, creó los planos para las marquesinas de autobuses de JCDecaux.  451 E. Grand Avenue se construirá con una base de piedra caliza, mientras que el resto del edificio será de hormigón prefabricado, similar a muchos de los edificios de Stern en otros lugares. Sin embargo, el concreto será coloreado y texturizado para parecerse a otros edificios en el área de Streeterville y se adherirá a los estilos neodeco y neogótico prevalecientes en Chicago. Los interiores, que incluyen gran parte del vestíbulo y los espacios comunes, serán diseñados por Robert A. M. Stern Interiors.
Los dos pisos superiores estarán dedicados a un ático mecánico diseñado para reflejar torres de faroles y otras cornisas únicas de los rascacielos de Chicago. El piso 68 también albergará un amortiguador de masa sintonizado. Debido al perfil estrecho de la torre, el amortiguador de masa está destinado a disminuir la oscilación lateral del viento a grandes altitudes y eliminar cualquier molestia de movimiento a los propietarios de condominios y áticos cerca de la parte superior. Si bien los amortiguadores de masa son a menudo masas grandes y sólidas cuyos movimientos están controlados por pistones hidráulicos, el amortiguador en One Bennett Park será un amortiguador de tanque de salpicaduras, que utilizará un tanque grande de agua para absorber y aliviar la tensión del movimiento lateral.
Cuenta con la certificación LEED de sostenibilidad y actualmente está intentando alcanzar el nivel de certificación LEED Silver.